# باشگاه فوتبال پترو اتلتیکو
پترو اتلتیکو ده لوآندا که همچنین به عنوان پترو اتلتیکو یا پترو ده لوآندا شناخته می‌شود، یک باشگاه فوتبال از لوآندا، آنگولا است که در سال ۱۹۸۰ تأسیس شد. این باشگاه اولین عنوان قهرمانی خود یعنی لیگ آنگولا را در سال ۱۹۸۲ به دست آورد و اکنون موفق‌ترین تیم این کشور است.
در روزهای اولیه، این باشگاه با نام پتروکلوب شناخته می‌شد.
چهار بازیکن از پترو اتلتیکو به عنوان نماینده آنگولا در اولین جام جهانی خود در سال ۲۰۰۶ حضور داشتند: لبو لبو، لاما، زی کلانگا و دلگادو.

## افتخارات
- لیگ آنگولا: ۱۷ قهرمانی
- جام حذفی آنگولا: ۱۲ قهرمانی
- سوپر جام آنگولا: ۶ قهرمانی